# 和歌山市立東中学校
和歌山市立東中学校（わかやましりつ ひがしちゅうがっこう）は、和歌山県和歌山市松原にある公立中学校。

## 沿革
- 1960年（昭和35年）4月1日 - 和歌山市内の4つの中学校を統合し、和歌山市立東中学校が開校。旧安原中学校を本部とし、授業は統合前の中学校で開始した。
- 1962年（昭和37年）4月15日 - 全校生徒が新しく完成した校舎に移転。
- 2015年（平成27年）4月1日 - 和歌山市の取り組みである、「学びの共同体」の研究校に指定される。期間は3年間。

## 部活動

### 文化部
- 音楽部
- 美術部
- 家庭部
- 園芸部
- 放送部
- 華道部
- サイエンス部

### 体育部
- 野球部
- サッカー部
- ソフトボール部
- ソフトテニス部
- 水泳部
- バスケットボール部
- 剣道部
- バレーボール部
- 卓球部
- 硬式テニス部
- 体操部
- 柔道部
- バドミントン部

## 通学区域
学区は、以下の小学校区である。
- 和歌山市立岡崎小学校
- 和歌山市立安原小学校
- 和歌山市立山東小学校
- 和歌山市立東山東小学校

## 通学区域が隣接している学校
- 和歌山市立高積中学校
- 和歌山市立日進中学校
- 和歌山市立東和中学校
- 和歌山市立明和中学校
- 海南市立海南中学校
- 海南市立亀川中学校
- 海南市立東海南中学校
- 紀の川市立貴志川中学校